# Adam Fogg
Adam Fogg (* 27. Januar 1999 in Brisbane) ist ein australisch-britischer Leichtathlet, der sich auf den Mittelstreckenlauf spezialisiert hat und seit April 2021 für das Vereinigte Königreich startberechtigt ist.

## Sportliche Laufbahn
Erste Erfahrungen bei internationalen Meisterschaften sammelte Adam Fogg, der an der Drake University in den Vereinigten Staaten studierte, bei den Crosslauf-Europameisterschaften 2023 in Brüssel, bei denen er mit der britischen Mixed-Staffel in 19:48 min gemeinsam mit Joshua Lay, Bethan Morley und Khahisa Mhlanga die Bronzemedaille hinter den Teams aus Frankreich und den Niederlanden gewann. Im Jahr darauf belegte er bei den Hallenweltmeisterschaften in Glasgow mit 3:43,83 min den 14. Platz über 1500 Meter. Ende März gewann er bei den Crosslauf-Weltmeisterschaften in Belgrad in 23:00 min gemeinsam mit Thomas Keen, Alexandra Millard und Bethan Morley die Bronzemedaille in der Mixed-Staffel hinter den Teams aus Kenia und Äthiopien. Im Juni gelangte er bei den Europameisterschaften in Rom mit 3:34,44 min auf den zwölften Platz über 1500 Meter. 2025 verpasste er bei den halleneuropameisterschaften in Apeldoorn mit 7:57,68 min den Finaleinzug im 3000-Meter-Lauf und kurz darauf schied er bei den Hallenweltmeisterschaften in Nanjing mit 4:06,02 min im Vorlauf über 1500 Meter aus.

## Persönliche Bestzeiten
- 1500 Meter: 3:34,44 min, 12. Juni 2024 in Rom
  - 1500 Meter (Halle): 3:34,00 min, 1. Februar 2025 in Boston
- Meile: 3:55,70 min, 27. Mai 2023 in Manchester
  - Meile (Halle): 3:49,62 min, 11. Februar 2024 in New York
- 2000 Meter: 4:57,09 min, 8. September 2024 in Zagreb
- 3000 Meter: 7:46,67 min, 3. Juni 2023 in Bergen
  - 3000 Meter (Halle): 7:40,84 min, 8. Februar 2025 in New York City
- 5000 Meter: 13:17,08 min, 3. September 2024 in Kopenhagen